# Gajewniki
Gajewniki – wieś w środkowej Polsce, położona w województwie łódzkim, w powiecie zduńskowolskim, w gminie Zduńska Wola. Leży około 4 kilometry na północny wschód od Zduńskiej Woli oraz 37 kilometrów na południowy zachód od stolicy województwa – Łodzi. W bliskim sąsiedztwie leży także wieś Gajewniki-Kolonia. Populacja wsi wynosi 179 osób.
Gajewniki były dawniej wsią folwarczną, podległej parafii Borszewice. W 1827 roku zamieszkiwało tutaj 176 mieszkańców, liczba domostw zaś wynosiła 21. W latach 1975–1998 miejscowość administracyjnie należała do województwa sieradzkiego.
W Gajewnikach znajduje się stadnina koni, kilka gospodarstw agroturystycznych, Zakład Przetwórstwa Mięsnego, OSP Gajewniki oraz klub sportowy. W bliskim sąsiedztwie leży także wieś Gajewniki-Kolonia. W Gajewnikach znajdują się dwa gniazda bociana białego.